# آنا وينتور
آنا وينتور (بالإنجليزية: Anna Wintour)‏ (مواليد 3 نوفمبر 1949) صحفية ومحررة بريطانية أمريكية، عرفت بأنها شغلت منصب رئيس تحرير مجلة فوغ منذ عام 1988.

## حياتها
ولدت آنا وينتور في 3 نوفمبر 1949 في لندن، ورثت الابنة البكر في العائلة الصحافة عن والدها البكر تشارلز وينتور الذي كان يعمل محرراً في إحدى أهم الجرائد البريطانيّة، ودخلت قسم التحرير في مجلّة Vogue في العام 1988، وشخصيّتها الفريدة جعلت منها أيقونة موضة، مغيرّةً الكثير من أفكار المجلة نحو ألأفضل، من خلال منصبها كرئيسة تحرير.عرفت بالنظارات الداكنة، الكعب العالي، تسريحة الكارية القصيرة، والسلوك الجليدي.
نشأتها وسط عائلة ثريّة، سمحت لها أن تحقق ما تريد، فتركت المدرسة، وركّزت على مجال الموضة، كما أنّها صارت من رواد الأندية لنجوم البوب، بما في ذلك أعضاء فريق البيتلز ورولينج ستونز. ودخولها إلى عالم الموضة بدأ في Harpers & Queen في لندن، ثمّ عملت في أكثر من مجلة في قسم التحرير بين نيويورك ولندن. في العام 1976 حصلت على منصب صحافية الموضة في Harpers Bazaar، وكانت ما تزال في العشرينيات عندما انتقلت إلى Viva، حيث ترأست قسم الموضة فيها، وعندها عرفت أيضاً بنشاطاتها الضخمة والمكلفة والمميّزة. في العام 1981 حصلت على وظيفة في مجلة نيويورك، مثبتة جدارتها منذ اللحظة الأولى، ولافتة الأنظار جميعها بشخصيّتها المميّزة.
في العام 1984 تزوّجت من الطبيب النفسي الجنوب أفريقي ديفيد شافير، وبعد عامين عادت إلى لندن كرئيسة تحرير مجلة فوغ البريطانية. وفي العام 1987 انتقلت إلى Home and Garden وغيّرت اسمها إلى HG، كما صرفت ميزانية تفوق الملويوني دولار لجلسات تصوير المجلة، وكان مدخولها الشهري حينها يتجاوز المئتي ألف دولار. ورغم الميزانية الضخمة لم تبق طويلا، وانتقلت إلى فوغ.
أنا وينتور لم تكن مجرد رئيسة تحرير، بل أيقونة ومطلقة صيحات ومبادئ في عالم الموضة، حتّى أنها كان لها الفضل في إطلاق العديد من المصممين أمثال الكساندر ماكوين ومارك جايكوبز.

## سنواتها الأولى
في الرّابعة عشرة من عمرها كانت قد بدأت تتردّد على جلسات التّجميل والعناية بالبشرة، فقامت بتغيير قصّة شعرها بغرّة قصيرة 
وبفضل تمرّدها على الموضة الجارية وعلى كلّ ما هو سائد، ابتداءً من تمرّدها على اللّباس الموحّد في مدرسة North London بدأ شغفها بمتابعة أخبار الموضة في السّادسة عشرة من عمرها. ومع اهتمامها المستمرّ بالأزياء، وقوّة رأيها والثّقة الشّديدة بالنّفس تركت المدرسة، وركّزت على مجال الموضة، فبدأت تتردّد على دورات تصميم الأزياء في متاجر هارودز (Harrods) في لندن، بدلًا من الدّراسة الرّوتينيّة، لكنّها سرعان ما تركت الدّراسة، باعتقادها أنّ الأزياء لا تُدرَّس.

## مسيرتها المهنيّة
دخلت وينتور عالم تحرير الأزياء عام 1970، عند اندماج مجلّة "هاربرز بازار"(Harper's Bazaar) مع مجلّة "هاربرز آند كوين" (Harper's &Queen)، حيث أصبحت المحرّرة للمجلّة.
عام 1975 تركت آنا وينتور المجلّة، بعد خلاف مع مدير التّحرير مين هوغ (Min Hogg)، فانتقلت إلى نيويورك، حيث تنقّلت بين مجلّات أمريكيّة مختلفة.
عام 1981 عملت في المجلّتين: "مجلّة نيويورك الشّاملة الأسبوعيّة" ومجلّة "هوم آند جاردن (Home And Garden)، وقد احتلّت منصب رئيس تحرير مجلّة "فوغ"(Vouge)، بعد أن رُزقت بابنها تشارلي وابنتها كاثرين.(emarat)

## إنجازاتها
نظّمت آنا وينتور سلسلة من جمعيّات فوغ الخيريّة، رفيعة المستوى، بما في ذلك تحوّل جميع التّبرّعات السّنويّ لمتحف"نيويورك متروبوليتان للفنون" إلى حدث السّجّادة الحمراء المسجّل عالميًّا، والّذي يسيطر عليه المشاهير 
من خلال نشر نفوذها حصلت على الدّعم الماليّ لدار الأزياء الباريسيّ الّتي تحمل اسم "جون غاليانو"، وهي خطوة ساعدت في ترقيتها عام 1997 إلى منصب رئيس المصمّمين في كريستيان ديور (Christian Dior).
عام 2003 قامت آنا وينتور بالاشتراك مع صندوق الأزياء، الّذي قدّم الدّعم المادّيّ والتّوجيه التّجاريّ للجيل Vogue.
عام 2008 حصلت وينتور على رتبة ضابط في وسام الامبراطوريّة البريطانيّة (OBE).
وفي عام 2013، كخطوة عكست نفوذ
ها الواسع، أصبحت وينتور مديرة فنّيّة في "كاند ناست" (conde Nast). وفي عام 2017 تقدّمت إلى سيّدة قائدة رتبة في الإمبراطوريّة البريطانيّة DBE.

## روابط خارجية
- آنا وينتور على موقع IMDb (الإنجليزية)
- آنا وينتور على موقع ميتاكريتيك (الإنجليزية)
- آنا وينتور على موقع الموسوعة البريطانية (الإنجليزية)
- آنا وينتور على موقع روتن توميتوز (الإنجليزية)
- آنا وينتور على موقع مونزينجر (الألمانية)
- آنا وينتور على موقع قاعدة بيانات الأفلام العربية
- آنا وينتور على موقع ألو سيني (الفرنسية)
- آنا وينتور على موقع أول موفي (الإنجليزية)
- آنا وينتور على موقع قاعدة بيانات الأفلام السويدية (السويدية)
- آنا وينتور على موقع إن إن دي بي (الإنجليزية)